# Дедрик Боята
Дедрик Боята (Anga Dedryck Boyata) е роден на 28 ноември 1990 г. в Юкел, Белгия. Той започва своята кариера в младежкия отбор на Брюксел през 2006 г., а през 2007 се премества в младежкия отбор на Манчестър Сити. През 2009 г. той прави дебюта си за първия състав на Манчестър Сити.
Дедрик Боята е играл в младежкия национален отбор до 19 и до 21 години. От 2010 г. той играе в мъжкия отбор.